# Песков, Пётр Александрович
Пётр Александрович Песков (1835—1919) — советский учёный и врач, санитарный статистик, доктор медицинских наук, профессор, действительный статский советник (1900).  Один из основоположников российской санитарной статистики и профессиональной гигиены.

## Биография
Родился 30 ноября 1835 года в Москве. 
С 1856 по 1861 год обучался на медицинском факультете Императорского Казанского университета. С 1873 по 1875 год на педагогической работе на медицинском факультете Казанского университета в должности приват-доцента, в университете вёл курс медицинской географии и санитарной статистики — первый такой курс в Российской империи. 
С 1875 по 1881 год на клинической работе в Московской губернии в должностях земский и губернский санитарный врач. С 1882 по 1919 год работал в системе Владимирского, Московского и Тверского фабричных округов в должности фабричного инспектора .

### Научно-педагогическая деятельность
Основная научно-педагогическая деятельность П. А. Пескова была связана с вопросами в области медицинской географии, санитарной и фабричной медицинской статистики. В 1872 году П. А. Песков защитил диссертацию на учёную степень доктор медицины по теме: «Об асегхтине как средстве, предохраняющем пищевые вещества от порчи». П. А. Песков являлся автором одних из первых в Российской империи исследований в области условий труда и состояния здоровья крестьянства и рабочего класса, на Московских заводах и  фабриках. 
П. А. Песков в составе Казанского научного общества врачей являлся участником   разработки номенклатуры болезней. На статистические отчёты выполненные П. А. Песковым, ссылался вождь революционного движения В. И. Ленин в ходе революционной пропаганды среди рабочего движения.
Скончался 19 декабря 1919 года в Москве.